# Mistrzostwa Ameryki Południowej w Piłce Siatkowej Mężczyzn 2013
XXX Mistrzostwa Ameryki Południowej w Piłce Siatkowej Mężczyzn odbyły się w brazylijskim mieście Cabo Frio pomiędzy 6 a 10 sierpnia 2013 roku.
Tytułu sprzed dwóch lat broniła reprezentacja Brazylii.

## System rozgrywek
Pięć reprezentacji znajdujących się w jednej grupie rozegrało ze sobą po jednym meczu systemem kołowym. Drużyna, która po rozegraniu wszystkich spotkań miała najwięcej punktów, zdobyła tytuł mistrzowski i zakwalifikuje się na Mistrzostwa Świata w Piłce Siatkowej Mężczyzn 2014 oraz Puchar Świata w Piłce Siatkowej Mężczyzn 2013, a drugi zespół zagra tylko w tych pierwszych rozgrywkach.
Za zwycięstwo drużyna otrzymywała trzy punkty, za porażkę - zero.
O kolejności w tabeli decydowały kolejno: 
- liczba punktów,
- stosunek małych punktów,
- stosunek setów.

## Drużyny uczestniczące
- Argentyna
- Brazylia
- Chile
- Kolumbia
- Paragwaj

## Hala sportowa
| Ginásio Poliesportivo Alfredo Barreto |
| ------------------------------------- |
| Cabo Frio                             |
| Pojemność: 3 200                      |

## Rozgrywki

### Tabela
| Lp. | Drużyna   | Pkt | Mecze | Mecze   | Mecze   | Sety | Sety | Sety  | Małe punkty | Małe punkty | Małe punkty |
| Lp. | Drużyna   | Pkt | M     | W (3:2) | P (2:3) | wyg. | prz. | ratio | zdob.       | str.        | ratio       |
| --- | --------- | --- | ----- | ------- | ------- | ---- | ---- | ----- | ----------- | ----------- | ----------- |
| 1   | Brazylia  | 11  | 4     | 4 (1)   | 0 (0)   | 12   | 2    | 6.000 | 333         | 221         | 1.507       |
| 2   | Argentyna | 10  | 4     | 3 (0)   | 1 (1)   | 11   | 3    | 3.667 | 325         | 244         | 1.332       |
| 3   | Kolumbia  | 5   | 4     | 2 (1)   | 2 (0)   | 6    | 8    | 0.750 | 272         | 305         | 0.892       |
| 4   | Chile     | 4   | 4     | 1 (0)   | 3 (1)   | 5    | 10   | 0.500 | 312         | 341         | 0.915       |
| 5   | Paragwaj  | 0   | 4     | 0 (0)   | 4 (0)   | 1    | 12   | 0.083 | 192         | 322         | 0.596       |

Źródło: cbv.com.br
Punktacja: 3:0 i 3:1 – 3 pkt; 3:2 – 2 pkt; 2:3 – 1 pkt; 1:3 i 0:3 – 0 pkt
Zasady ustalania kolejności: 1. liczba punktów; 2. liczba zwycięstw; 3. stosunek setów; 4. stosunek małych punktów; 5. bilans w bezpośrednich meczach

### Wyniki spotkań
| Data  | Godz. | Drużyna 1 | Wynik | Drużyna 2 | 1     | 2     | 3     | 4     | 5     | Widzów | *      |
| ----- | ----- | --------- | ----- | --------- | ----- | ----- | ----- | ----- | ----- | ------ | ------ |
| 06.08 | 17:35 | Argentyna | 3:0   | Chile     | 25:20 | 25:12 | 25:23 |       |       |        | Raport |
| 06.08 | 20:30 | Brazylia  | 3:0   | Paragwaj  | 25:7  | 25:9  | 25:5  |       |       |        | Raport |
|       |       |           |       |           |       |       |       |       |       |        |        |
| 07.08 | 17:35 | Chile     | 3:1   | Paragwaj  | 22:25 | 25:16 | 25:20 | 25:21 |       |        | Raport |
| 07.08 | 20:30 | Brazylia  | 3:0   | Kolumbia  | 25:15 | 25:18 | 25:12 |       |       |        | Raport |
|       |       |           |       |           |       |       |       |       |       |        |        |
| 08.08 | 17:35 | Kolumbia  | 3:2   | Chile     | 18:25 | 25:17 | 23:25 | 25:22 | 18:16 |        |        |
| 08.08 | 20:50 | Argentyna | 3:0   | Paragwaj  | 25:13 | 25:10 | 25:15 |       |       |        |        |
|       |       |           |       |           |       |       |       |       |       |        |        |
| 09.08 | 17:35 | Argentyna | 3:0   | Kolumbia  | 25:17 | 25:9  | 25:17 |       |       |        | Raport |
| 09.08 | 20:30 | Brazylia  | 3:0   | Chile     | 25:19 | 25:19 | 25:17 |       |       |        | Raport |
|       |       |           |       |           |       |       |       |       |       |        |        |
| 10.08 | 18:35 | Kolumbia  | 3:0   | Paragwaj  | 25:23 | 25:13 | 25:15 |       |       |        | Raport |
| 10.08 | 21:45 | Brazylia  | 3:2   | Argentyna | 19:25 | 25:20 | 25:19 | 24:26 | 15:10 |        | Raport |

## Klasyfikacja końcowa
| Miejsce | Reprezentacja |
| ------- | ------------- |
| złoto   | Brazylia      |
| srebro  | Argentyna     |
| brąz    | Kolumbia      |
| 4.      | Chile         |
| 5.      | Paragwaj      |

## Nagrody indywidualne
| MVP   | Najlepszy atakujący | Najlepszy przyjmujący             | Najlepszy blokujący  | Najlepszy zagrywający | Najlepszy rozgrywający | Najlepszy libero               |
| ----- | ------------------- | --------------------------------- | -------------------- | --------------------- | ---------------------- | ------------------------------ |
| Sidão | Alexander Moreno    | Ricardo Lucarelli Rodrigo Quiroga | Sidão Sebastian Solé | Bruno Rezende         | Bruno Rezende          | Mario da Silva Pedreira Junior |